# Izenajima
La isla Izena (en japonés: 伊是名島 Izenajima) es una isla de las islas Okinawa, y por lo tanto parte del grupo de las islas Ryūkyū en el océano Pacífico, integrada a la prefectura de Okinawa y cerca de la isla de Okinawa, al sur del país asiático de Japón.
Existe un único pueblo llamado Izena (伊是名村, Izena-son), poblado por 1.500 habitantes en 2010. La isla tiene una superficie de 15,42 kilómetros cuadrados.
De esta isla depende los islotes de Gushikawajima y Yanahajima, donde hay sólo unos pocos reptiles y ranas.